# Thomas Street (astronome)
Pour les articles homonymes, voir Thomas Street et Street (homonymie).
Thomas Street ou Streete, né en Irlande, à Castle Lyons, le 5 mars 1621 et mort à Chanon-row (Westminster) le 17 août 1689, est un astronome et mathématicien anglais.  

En 1661, il publia Astronomia Carolina, a new theorie of Coelestial Motions.  
En 1664, Appendix to Astronomia Carolina (contenant les tables astronomiques) L' Astronomia Carolina fut célèbre et très étudié en son temps. Les tables de Street sont précises comme le reconnaît Flamsteed. En 1674 Street publie une Description and Use of the Planetary Systeme together with Easie Tables, et la même année des Tables of Projection, pour l'artillerie, publié avec un travail sur les armes de Robert Anderson. Suivant les pas de Johannes Kepler, Street pense que la Terre tourne d'un mouvement non uniforme. Il remarque que la rotation augmente quand la Terre approche le Soleil. 
On l'a parfois confondu avec le juge Thomas Street, (1626 -1696). Selon les confidences de ses contemporains, il était franc et entier, engagé dans de nombreuses polémiques, notamment avec Vincent Wing, il fut également l'ami d'Edmond Halley (1656-1742) avec lequel il observa une éclipse. 

## Sources
- (en) Article Thomas Streete dans "Brief Lives" de son contemporain  John Aubrey.
- Florian Cajori, dans le Bulletin de l'American Mathematical Society (December 1903) pp. 155-157.

Le cratère lunaire Street porte son nom.